# Аурих (район)
Аурих (нем. Aurich) — район в Германии. Центр района — город Аурих. Район входит в землю Нижняя Саксония. Занимает площадь 1287,22 км². Население — 190 128 чел. Плотность населения — 147,7 человек/км².
Официальный код района — 03 4 52.
Район подразделяется на 24 общины.

## Города и общины
1. Аурих (40 462)
2. Бальтрум (502)
3. Дорнум (4 807)
4. Гросефен (13 191)
5. Гросхайде (8 725)
6. Хинте (7 297)
7. Илов (12 644)
8. Юст (1 866)
9. Крумхёрн (13 260)
10. Норден (25 092)
11. Нордерней (6 113)
12. Зюдброкмерланд (19 088)
13. Висмор (13 128)

Союз общин Брокмерланд
1. Лецдорф (1 987)
2. Мариенхафе (2 008)
3. Остель (2 398)
4. Рехтзупвег (2 123)
5. Упгант-Шот (3 845)
6. Вирдум (1 066)

Союз общин Хаге
1. Берумбур (2 560)
2. Хаге (5 826)
3. Хагермарш (467)
4. Хальбемонд (1 062)
5. Лютетсбург (764)